# Чешуйчатый крохаль
Чешуйчатый крохаль (лат. Mergus squamatus) — птица семейства утиные.

## Распространение
Чешуйчатый крохаль гнездится на хребте Сихоте-Алинь (95 рек в Приморским крае и на юге Хабаровского края) в горах Чанбайшань на границе Северо-Восточного Китая и КНДР, и в изолированных анклавах в горах Малого Хингана, КНР и на нескольких реках левобережья Амура, РФ (Solovyeva et al 2014) . Зимует в южном Китае и в не большом числе в Южной Корее (Barter et al 2014). В настоящее время общая численность вида составляет 5000 особей или 1962 пары весной перед началом размножения (Solovyeva et al 2014). 85% мировой популяции вида гнездится в России. 

## Образ жизни
Питается только животными, в основном рыбой, а также, в меньшей степени лягушками и водными насекомыми. Гнездится на берегах быстротекущих чистых горных рек, богатых рыбой рек. Гнёзда устраивает в дуплах деревьев. В кладке до 19 яиц, в среднем — 11,1 яйца (Соловьева и Вартанян 2019). Насиживает яйца только самка, самцы участия в выведении потомства не принимают и покидают гнездовья с началом насиживания. Успех гнездования  70.4 ± 4.0 % (n=181) . Основные причины гибели кладок хищничество, как поедание яиц, так и убийство самок в дуплах и дуплянках, а также гибель самок от хищников на реке во время кормежки, суммарно 17.7% гнезд; бросание кладки суммарно 11.1% гнезд (Соловьева и Вартанян 2019). В случае гибели самки, оставшиеся без присмотра птенцы могут быть приняты другой самкой в свой выводок. Для вида характерны объединенные выводки (до 75 птенцов), водимые одной самкой (В. Пронкевич, личное сообщение). Половой зрелости крохали достигают к трём годам.

## Причины сокращения вида
Причинами сокращения численности чешуйчатого крохаля в России являются сведение старых долинных лесов в местах обитания крохалей, прямой отстрел птиц, гибель в рыболовных сетях. В Китае основные причины сокращения численности: вырубка леса,  регулирование рек дамбами, загрязнение речной воды.

## Отражение в культуре
- В 2022 году АО «Марка» был выпущен художественный маркированный конверт, посвящённый животным Красной книги Российской Федерации, с изображением чешуйчатого крохаля[3].